# Sara Thunebro
Sara Kristina Thunebro, född 26 april 1979 i Strängnäs, är en svensk före detta fotbollsspelare (back). 
Hon spelade ytterback i Eskilstuna United DFF sedan december 2013 och sedan 2004 i Sveriges damlandslag i fotboll. Hon gjorde debut i det svenska landslaget den 30 januari 2004 i en match mot USA som Sverige förlorade med 3-0.

## Meriter
- 32 U21
- 9 F18/19
- 10 F16/17
- 105 A-landskamper (5 mål)
- Svenska Cupen-guld 2004, 2005
- SM-guld 2003, 2004
- Årets back på fotbollsgalan 2008
- VM-brons 2011
- Champions League-final 2012

## Fotnoter
1. ↑  I folkbokföringen stavas efternamnet Tunebro